# Max-Weber-Platz (stacja metra)
Max-Weber-Platz - stacja metra w Monachium, na linii U4 i U5. Znajduje się w dzielnicy Haidhausen. Stacja została otwarta 27 października 1988.